# Boucé (Allier)
Boucé – miejscowość i gmina we Francji, w regionie Owernia-Rodan-Alpy, w departamencie Allier.

## Demografia
Według danych na rok 1990 gminę zamieszkiwały 532 osoby, a gęstość zaludnienia wynosiła 25 osób/km². W styczniu 2015 r. Boucé zamieszkiwały 542 osoby, przy gęstości zaludnienia wynoszącej 25,5 osób/km².